# Чеда Марковић
Чедомир Чеда Марковић (Жбевац, код Бујановца, 21. септембар 1949) српски је певач изворне и народне музике. До сада је снимио пет албума и један ЕП, а познат је по хитовима: И да се врате године младе, Жал из младости, Стани, сузо, издајице и Не точите младо вино.

## Биографија и каријера
Рођен је 21. септембра 1949. у селу Жбевац код Бујановца. Каријеру је започео у Радио Скопљу, снимајући врањанске песме. Прву плочу "Јелена, љубави" снимио је 1974. године. Дугогодишњи је солиста Радио Београда. Познат је као извођач изворних песама, претежно врањанских. Познате су његове песме: Жал из младости, Стани, сузо, издајице, И да се врате године младе, Не точите младо вино, Опрости ми, голубице тужна, Марија, Ја знам, старим сам...
Године 2006. на фестивалу Златиборска песма освојио је прву награду, певајући песму И да се врате године младе.
Одржао је солистичке концерте у Дому синдиката 2008. и Сава центру 2012. године. 2019. године Савез естрадно-музичких уметника Србије доделио му је Естрадно-музичку награду Србије за животно дело.

## Награде и признања
- Естрадно-музичка награда Србије за животно дело, 2019.
- Естрадно-музичка награда Србије, 2016.
- Победник фестивала "Златиборска песма", 2006.

## Дискографија

### Сингл-плоче
- 1977. Јелена, љубави

## Фестивали
- 2005. Врњачка Бања - Не точите младо вино
- 2006. Златиборска песма, Златибор - И да се врате године младе, победничка песма
- 2007. Војвођанске златне жице, Нови Сад - Има један бећар стари
- 2011. Лира, Београд - Стани сузо, издајице (Гост ревијалног дела фестивала)
- 2014. Гранд фестивал - Ти си мој бол
- 2017. Фестивал "Драгиша Недовић", Крагујевац - Коме шумиш, ој Мораво
- 2017. Моравски бисери - Подгорица
- 2020. Сабор народне музике Србије, Београд - Нек' ти живот буде песма

### Студијски албуми
- 1995. Врањски дерт и мерак (Југотон Београд)
- 2004. Песме мерака и дерта (Take It Or Leave It Records)
- 2006. И да се врате године младе (ПГП РТС)
- 2008. Стани, сузо, издајице (ПГП РТС)
- 2010. Ево признајем (Гранд продукција)